# Bassus liogaster
Bassus liogaster är en stekelart som först beskrevs av Alexeev 1971.  Bassus liogaster ingår i släktet Bassus och familjen bracksteklar. Inga underarter finns listade.